# Blas Infante

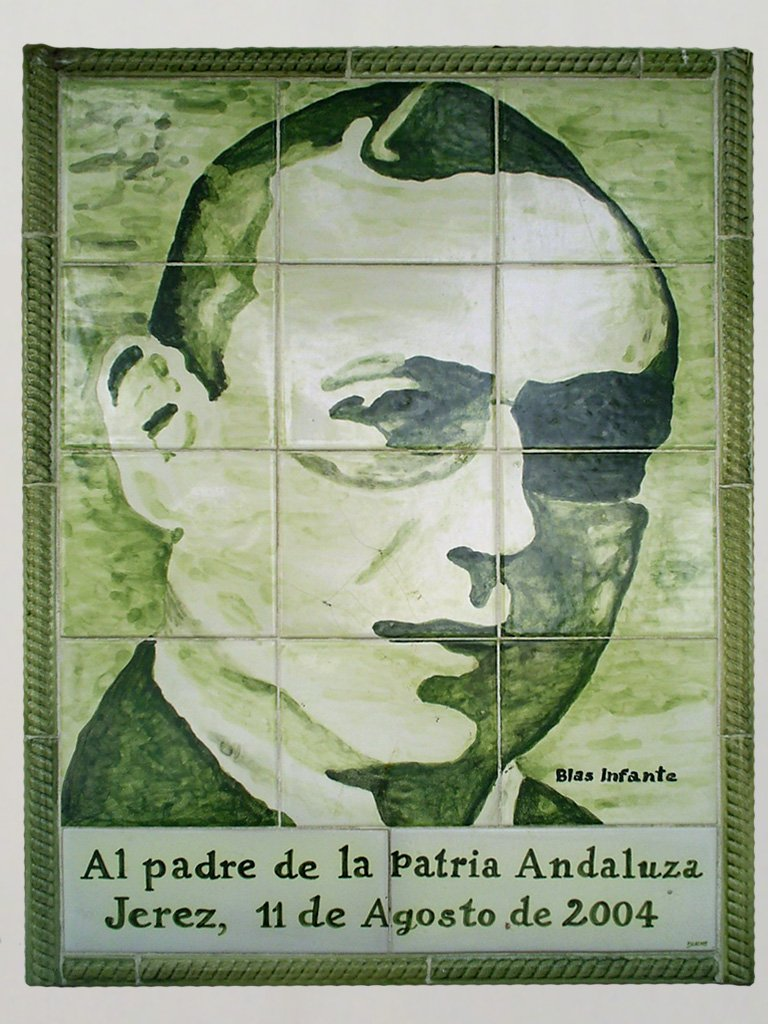
Blas Infante

Blas Infante Pérez de Vargas (* 5. Juli 1885 in Casares; † 11. August 1936 in Sevilla, erschossen) war ein spanischer Politiker aus Andalusien, Schriftsteller, Historiker und Musikwissenschaftler. Wegen seines Engagements für eine Autonomie Andalusiens wird er in der Präambel zum Andalusischen Autonomiestatut von 1983 Padre de la Patria Andaluza, Vater der andalusischen Heimat, genannt.

## Leben

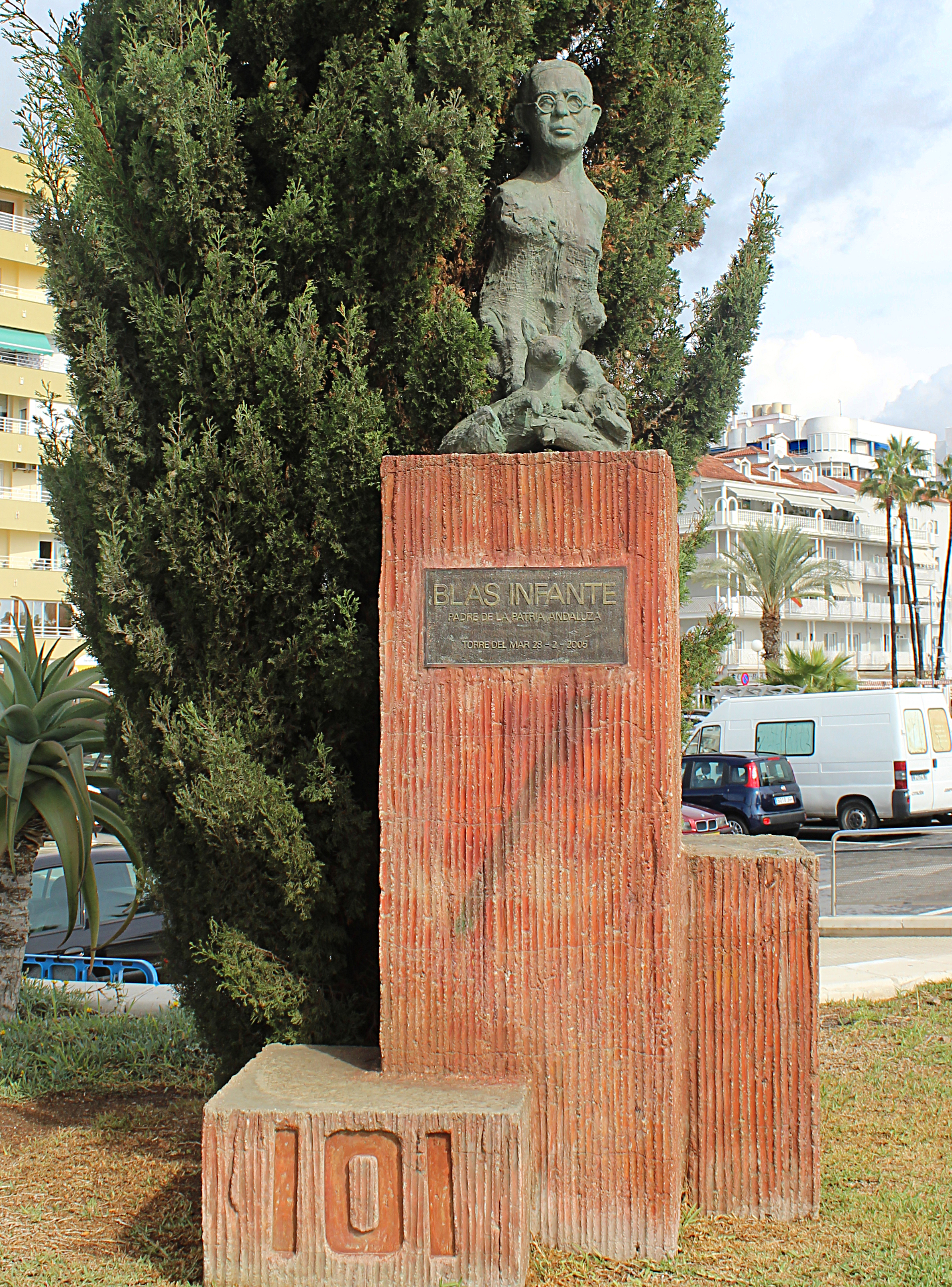
Skulptur an der Strandpromenade von Torre del Mar

Blas Infante war der Sohn von Luis Andrade, Sekretär am Gericht von Casares und dessen Frau Ginesa Perez de Vargas.
Er besuchte in Archidona die Schule bis zum Abschluss mit dem Bachillerato-Examen 1899. Im Zuge der durch die Wirtschaftskrise von 1898 verursachten Krise, als Spanien seine Kolonien in Amerika und auf den Philippinen infolge des Spanisch-Amerikanischen Krieges verloren hatte, geriet die Familie in wirtschaftliche Schwierigkeiten, und Blas musste das Studium an der Universität zunächst aufgeben. Ab 1900 arbeitete er wie sein Vater als Gerichtssekretär am Gericht von Casares, studierte aber nebenbei Jura an der Universität Granada. 1906 legte er dort sein Examen als Jurist ab.
Ab 1910 war er als Notar in Cantillana tätig und kam dort in Kontakt mit einer Szene von politisch interessierten Intellektuellen. Hier entstanden seine Ideen von einem unabhängigen Andalusien. Die harten Bedingungen, unter denen die dortige Landarbeiter zu leiden hatten, führten ihn zur Beschäftigung mit sozialistischen Ideen. Seine Thesen veröffentlichte er in Artikeln für die Zeitschrift Betica und in dem 1914 erschienenen Buch Ideal Andaluz.
1916 wurde er Präsident des Centro Andaluz de Sevilla, wo er die Zeitung Andalucía herausgab. Er entwarf das Emblem, das 1918 von der Versammlung der Andalusischen Provinzen in Ronda als Wappen Andalusiens angenommen wurde und das seit dem 21. Dezember 1982 das offizielle Wappen darstellt. 1920 gründete er die Zeitschrift Avante und publizierte sein Buch Motamid. Ultimo Rey di Sevilla. 1923 wurde das Andalusische Zentrum durch die Regierung Primo de Rivera verboten. Blas zog nach Isla Cristina, wo er ein Notariat eröffnete.
1931 gründete er in Sevilla eine Partei, die Junta Liberalista de Andalucía. Nach den Wahlen im Februar 1936 intensivierte die Andalusische Bewegung ihre Bemühungen um ein Autonomie-Statut für Andalusien. Blas Infante wurde als Präsident der neuen Nationalversammlung gewählt, und die andalusische Flagge auf dem Rathaus von Sevilla gehisst.
Im August 1936 stürmten Mitglieder der Falange das Haus von Blas Infante in Coria del Rio und nahmen ihn gefangen. Mit zwei anderen Gefangenen wurde er ohne eine vorherige Verhandlung am 11. August an der Straße zwischen Sevilla und Carmona erschossen. Heute markiert ein Denkmal den Ort der Exekution.

## Museum Blas Infante

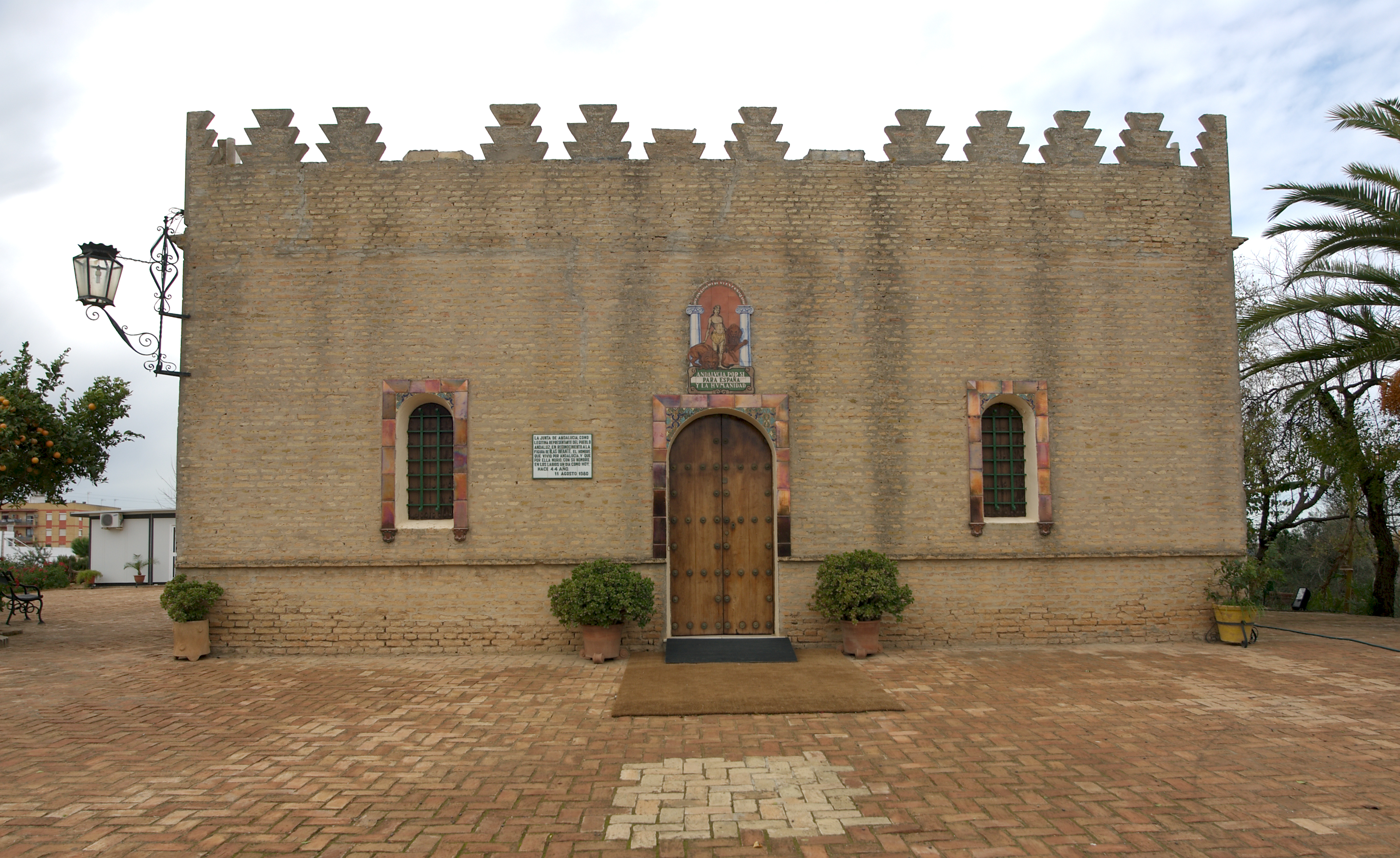
Museo Blas Infante in Coria del Río

2001 erwarb die Fundación Centro de Estudios Andaluces de la Junta de Andalucía das Wohnhaus, das Blas Infante 1936 in Coria del Río in einem an der maurisch-andalusischen Architektur orientierten Stil erbaut hatte. Die Stiftung richtete dort ein Museum und Forschungszentrum für die Kultur Andalusiens ein.

## Schriften (Auswahl)
- Ideal Andaluz. Fundación Blas Infante, 1982; Erstausgabe: 1915, Sevilla, Arévalo, 1915. Zweitausg. Madrid, Tucar, 1976 (unvollständig);
- La Sociedad de Naciones y el Ideal Andaluz. Sevilla, Avante, 1919
- Mutamid. Último Rey de Sevilla. 1921, Fundación Blas Infante; 1983
- La Dictadura Pedagógica. Un proyecto de Revolución cultural. Fundación Blas Infante. Sevilla, 1989. ISBN 84-86814-50-2.
- Reelección Fundamental Vol. 1.: La Religión y la Moral, Sevilla, Avante, 1921
- Orígenes de lo flamenco y secreto del cante jondo. Sevilla, Consejería de Cultura de la Junta de Andalucía, 1980. ISBN 84-500-3524-4.
- Andalucía desconocida. Sevilla, Junta Liberalista de Andalucía (1932), Hrsg. A. Llorca Fernández. 1980
- La verdad sobre el complot de Tablada y el Estado libre de Andalucía. Aljibe, Granada 1979;
- Andalucía. Teoría y Fundamento Político. Almuzara, Córdoba 2008, ISBN 978-84-96968-17-2.